# Uncanny X-Men
Uncanny X-Men, ban đầu được công bố dưới tên The X-Men,  là một bộ truyện tranh được xuất bản bởi Marvel Comics từ năm 1963 và là series dài nhất trong truyện tranh nhượng quyền thương mại X-Men. Nó gồm một nhóm các siêu anh hùng được gọi là X-Men, những người đột biến có năng lực siêu nhiên và được giảng dạy bởi  Giáo sư X.